# ハンス・ザックス

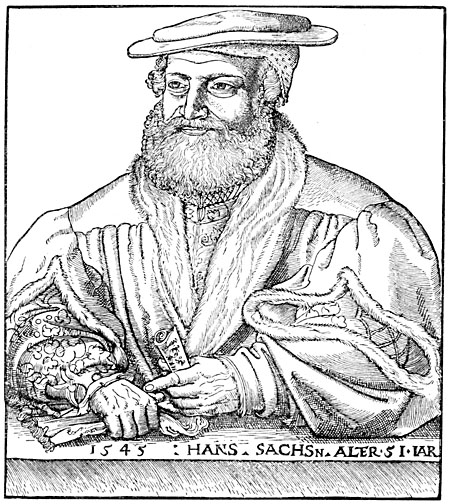
51歳のときのハンス・ザックス（ミヒャエル・オステンドルファーの木版画、1545年）

ハンス・ザックス（Hans Sachs, 1494年11月5日 - 1576年1月19日）は、ドイツのマイスタージンガー、詩人、劇作家。職業は靴屋の親方であった。

## 生涯

### 独立まで
イェルク・ザックスとその妻クリスティーナの一人息子として、ニュルンベルクに生まれる。父イェルクは、ザクセン地方のツヴィッカウからニュルンベルクに移り住んだ仕立屋であった。
ハンスは7歳で教会付属のラテン語学校に入り、15歳で靴屋に奉公する。そのかたわら、リンネル織りの親方リーンハルト・ヌネンベックから歌の手ほどきを受けた。
1512年に職人の年季が明け、遍歴修行の旅に出る。なお、ザックスの自伝詩『わが詩業のすべて』には、遍歴中「ミュンヘンで歌学校の運営に協力し、いくつかの都市で教えた」との記述があることから、歌については出発前にマイスターの称号を持っていたと考えられる。
1516年秋に遍歴修行を終えて帰郷するが、旅の途中、ミュンヘンで娘と恋愛関係になり、修行の妨げになることを心配した父親から呼び戻されたこともあった。
1519年9月19日に17歳のクニクンデ・クロイツァーと結婚し、翌1520年1月、靴屋の親方として独立する。

### 活動
当時のドイツでは宗教改革が始まっており、ザックスは改革の主導者マルティン・ルターの思想に深く傾倒し、1523年7月8日、『ヴィッテンベルクの鶯(Die Wittenbergisch Nachtigall)』の詩を発表してルターへの共鳴と新時代の到来を歌い上げた。寓意版画入りの『ヴィッテンベルクの鶯』は版を重ね、ハンス・ザックスの名はドイツ中に知れ渡るようになる。
翌1524年、ザックスは『司教座参事会員と靴屋の対話』、『聖職者の見せかけの善行と誓願について』、『強欲など社会の悪徳に関する対話』、『福音派キリスト教徒とルター派教徒の対話』と一連の作品を発表して教権批判をつづけた。しかし、1527年3月、アンドレアス・オジアンダー（1498年 - 1552年）との共著『教皇の奇妙な予言を解く』が市参事会にとがめられ、出版禁止処分を受ける。オジアンダーは熱烈なルター派で、市当局により聖ゼバルドゥス教会の説教師に招聘されていた。一方で市はカトリック勢力である神聖ローマ帝国の政庁を持つ立場から、反教皇的な文書配布を禁じたヴォルムス勅令（1521年）を形式的にせよ重んじるなど、両面的な政策を採っており、ザックスの活動はこうした微妙な舵取りに逆らうものとされたのである。
1530年、『ニュルンベルク市を讃える詩』によって創作活動を再開。同詩には市当局との和解の意味が込められていた。

### 晩年

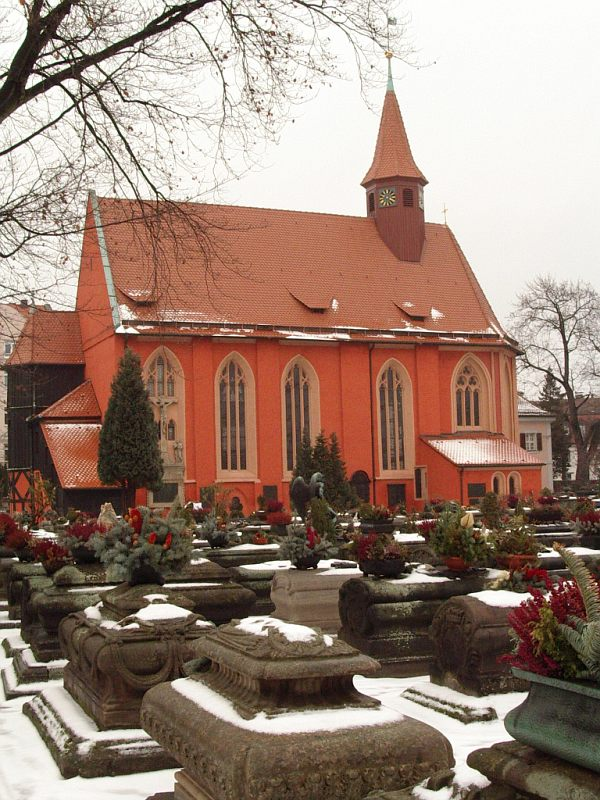
ザックスが葬られた聖ヨハネ教会墓地。なお、ザックスの墓は判明していない。

1560年に妻クニクンデ死去。息子2人と娘5人はすでに早世していた。この前後、ザックスは自作の集大成を思い立っており、「フォリオ版全集」3巻（1558年 - 1561年、残り2巻は死後刊行）を上梓する。
翌1561年9月2日、40歳近く歳の離れた寡婦バルバラ・エンデルスと再婚。バルバラは旧姓ハルシャーで、前夫はろうそく作りで6子があった。以後、ザックスは愛を歌った抒情詩を多く残した。
1566年から1567年にかけて、自伝詩『わが詩業のすべて』を著す。1576年1月19日没。ニュルンベルク市内の聖ヨハネ教会墓地に葬られた。

## 作品
ザックスは、生涯に4,374篇のマイスター歌、約2,000の祝詞歌(Spruch)、120以上の悲喜劇、85本の謝肉祭劇、7篇の散文対話を残した。
作品の主題は、ルター訳聖書の一節、古い教会制度への風刺、時事的な出来事の記録、道徳的な教訓を盛り込んだ寓話など、多岐に及んでいる。妻の死にあたって書かれた『わが死せる妻クニクンデ・ザックスについての不思議な夢』（1560年）からは、家庭内でのザックスの細やかな愛情もかいま見られる。
ザックスの旺盛な創作力は、プリニウス、プルタルコス、アイソーポス（イソップ）、オウィディウス、ボッカチオなど、古典を中心とした豊富な読書体験に支えられていた。これほどの読書家は当時の職人階級には珍しく、エラスムスの『痴愚神礼讃』の翻訳者ゼバスティアン・フランクの著作に親しむなど、同時代の動向にも敏感だった。
音楽面では、13の新しい「マイスター旋律」のほかに16の旋律を生み出した。

## 忘却と復権

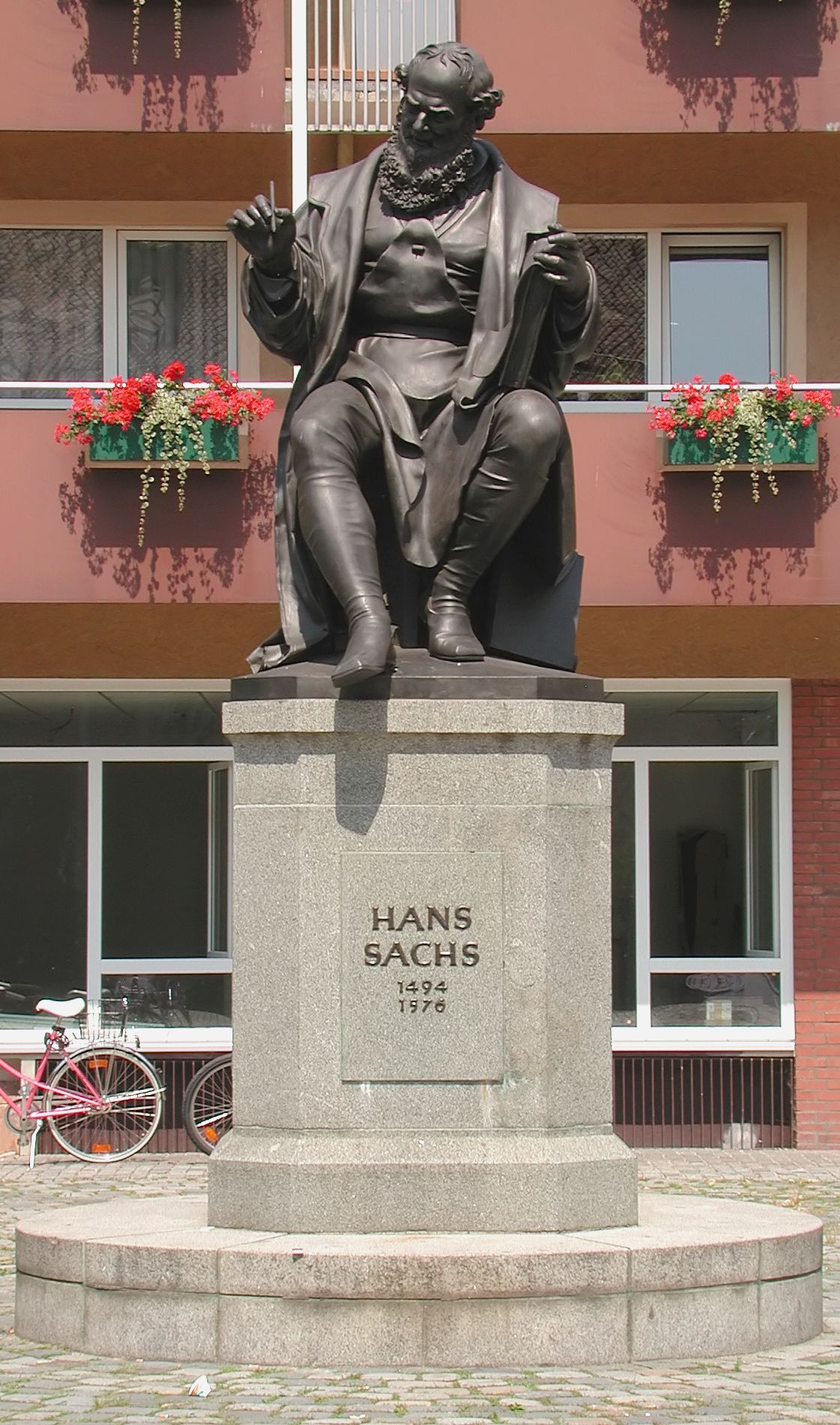
ニュルンベルクのハンス・ザックス像

ザックスらマイスタージンガーが活躍した16世紀のドイツ・ルネサンスは、17-18世紀にニュルンベルクが衰退し、バロックから啓蒙期にかけてのドイツではギリシア・ローマの古典、イタリア文学、フランス演劇への憧れに目が向けられるにいたって忘れ去られた。
ザックス復興の引き金になったのは、没後200年にあたる1776年、ゲーテの詩『ハンス・ザックスの詩的生命』である。この詩は、ヴァイマルでクリストフ・マルティン・ヴィーラントが発行していた「ドイツのメルクール(Teutsche Merkur)」誌の特別記念号に寄せられたものだった。しかし、これでザックスの名が広く国民に知れ渡るにはほど遠く、ザックスの最初のまとまった著作集が刊行されたのは、さらに約100年後の1870年である。
ロマン主義とナショナリズムの高揚を背景に、ニュルンベルクが民族精神の揺籃の地として再び注目を集めるようになると、ヴィルヘルム・ヴァッケンローダーやジャン・パウル、E.T.A.ホフマンらがニュルンベルクを舞台とした文芸作品を著すようになった。ニュルンベルクを民族統合の象徴として押し上げようという動きが加速する中で、ノヴァーリス、アヒム・フォン・アルニム、ハインリヒ・フォン・クライスト、ヨーゼフ・フォン・アイヒェンドルフらの作家がザックスを魅力的に描いた。こうして、19世紀にはザックスを主人公とする劇作品が20篇ほど書かれ、リヒャルト・ワーグナーの楽劇『ニュルンベルクのマイスタージンガー』（1868年初演）に至る。
ワーグナーに先行する作品として、ヨハン・ルートヴィヒ・ダインハルトシュタイン（de:Johann Ludwig Deinhardstein, ウィーン、ブルク劇場の副支配人）の劇詩『ハンス・ザックス』（1827年）がある。この作品は各国語に翻訳され、ドイツでは40以上の劇場で上演されるなど大きな反響を呼んだ。1840年には、ダインハルトシュタインの劇詩をフィリップ・レーガーが脚色、アルベルト・ロルツィング作曲によるオペラ『ハンス・ザックス』がライプツィヒで上演された。

## ハンス・ザックスを題材とした作品
- ヨハン・ヴォルフガング・フォン・ゲーテ：『ハンス・ザックスの詩的生命』（1776年）
- ヨハン・ルートヴィヒ・ダインハルトシュタイン：劇詩『ハンス・ザックス』（1827年）
- アルベルト・ロルツィング：オペラ『ハンス・ザックス』（1840年）。台本はダインハルトシュタインの劇詩をフィリップ・レーガーが脚色したもの。
- リヒャルト・ワーグナー：楽劇『ニュルンベルクのマイスタージンガー』（1868年）。オペラ第3幕でニュルンベルクの民衆が歌うコラール「目覚めよ。朝は近づいた」は、ザックスの詩『ヴィッテンベルクの鶯』から冒頭の一節に基づいている[7][8]。またワーグナーは、ダインハルトシュタインの劇詩からもモチーフをいくつか取り入れている[6]。